# Frederik August Esbensen
Frederik August Esbensen (10. juni 1802 i København – 30. januar 1872 i Aalborg) var en dansk amtmand.
Han var en søn af købmand Andreas Esbensen og Karen Heyde født Nandrup, blev 1821 student fra Metropolitanskolen, 1826 juridisk kandidat, samme år volontør og 1828 kopist i sjællandsk-fynske landvæsenskontor, udnævntes 1833 til fuldmægtig i fynsk-lollandske renteskriverkontor, overgik 1836 i samme egenskab til vejkontoret, blev 1841 chef for ekspeditionskontoret for skattesager, var i årene 1846-48 gentagne gange konstitueret som kommitteret i Rentekammeret, blev 1847 justitsråd og ved Indenrigsministeriets oprettelse i slutningen af 1848 chef for dettes 2. departement, men opgav allerede i foråret 1850 dette embede for 25. marts at blive amtmand over Hjørring Amt, i hvilken stilling han forblev, indtil han i 1867 på grund af nedbrudt helbred søgte (11. maj) og fik sin afsked (31. maj). Samme år udnævntes han til konferensråd. 16. juni 1852 var han blevet Ridder af Dannebrog. Han døde 30. januar 1872 i Aalborg.
Han blev gift 25. februar 1832 i Vor Frue Kirke med Anne Kirstine født Esbensen (11. august 1806 i Vadsø i Norge - 7. juni 1897 i Aalborg), en datter af Arent Nicolai Esbensen og Anne Margrethe f. Galberg. 